# Computer Telephony Integration
CTI (Computer Telephony Integration) é uma expressão em inglês de uso comum entre profissionais de informática e telecomunicações para se referir à tecnologia ou aos sistemas que permitem a integração entre computadores e telefones. Um aplicativo CTI pode ser um software, um computador com interface para o sistema telefônico ou um conjunto de diferentes equipamentos e sistemas integrados.
Um exemplo bem conhecido é um software como o Skype que, instalado em um computador pessoal, passa a funcionar como interface telefônica, com agenda telefônica, registro de chamadas efetuadas e não atendidas, além de pop ups de janelas com informações de quem lhe está a ligar.
Os aplicativos CTI podem ser do tipo desktop ou do tipo servidor. O software Skype instalado no computador é um aplicativo desktop, mas para funcionar precisa de um aplicativo servidor que faz o roteamento de chamadas entre computadores na Internet e a interface para o sistema de telefonia tradicional que permite ligar para um telefone fixo ou móvel.

## Funcionalidades comuns

### Por tipo de aplicativo
Os aplicativos CTI costumam ser utilizados quer no computador do utilizador ou num servidor.
Funcionalidades habitualmente fornecidas por aplicativos CTI desktop
- Screen popping - Exibição de informação da chamada (Número do chamador (ANI - Automatic Number Identification), número marcado (DNIS - Dialed Number Identification Service) e Screen pop ao atender). Normalmente esta funcionalidade é usada para efectuar uma pesquisa em um ou vários aplicativos que possam conter informação do chamador.
- Marcação - Marcação automática e marcação controlada através do computador (automática, power, preview, preditiva).
- Controlo do telefone - Inclui o controlo de chamadas (Atender, desligar, colocar em espera, conferenciar, etc.) e o controlo das funcionalidades do telefone (DND - Do Not Disturb, reencaminhamento de chamadas, etc.).
- Transferências - Transferências telefónicas e de dados entre duas partes (i.e. transferir a chamada com o Screen pop).
- Call center - Permite aos utilizadores autenticarem-se como um agente do call center e controlar os estados do agente (Apto, ocupado, em pausa, etc.).

Funcionalidades habitualmente fornecidas por aplicativos CTI servidor
- Roteamento de chamadas - Roteamento automático de chamadas para destinatários diferentes através de um critério que normalmente envolve uma pesquisa na base de dados pelo número do chamador (ANI) ou pelo número marcado (DNIS).
- Relatórios avançados de chamadas - Utiliza a informação detalhada conseguida através da integração para construir relatórios de chamadas mais informativos e detalhados que os habituais.
- Integração com gravadores de chamadas - Utiliza a informação obtida pelo CTI para aprimorar a informação guardada juntamente com a chamada.

### Por tipo de conexão
As conexões computador-telefone podem ser divididas em duas categorias:
Controlo de chamadas direto
Atua como se houvesse uma conexão direta entre o computador do utilizador e o telefone. Exemplos conhecidos são o modem ou o telefone, diretamente ligados ao computador. Normalmente, apenas o computador associado ao telefone o pode controlar, enviando comandos diretamente para o telefone, por esta razão este tipo de conexão é mais adequado para aplicativos desktop. O computador normalmente consegue controlar todas as funcionalidades do telefone com o livre-arbítrio do utilizador.
Controlo de chamadas por terceiros
Interações entre um número arbitrário de computadores e telefones são efetuadas através de um servidor de telefonia dedicado. Por consequência o servidor rege as funcionalidades disponíveis ao utilizador. O computador do utilizador conecta-se ao servidor de telefonia normalmente através de uma rede local.

## História e principais tecnologias CTI
As origens do CTI estão na funcionalidade Screen pop. Esta funcionalidade permite que a informação retirada do sistema telefónico possa ser usada para fazer pesquisas em bases de dados com informações dos clientes e exibir essa informação na tela do utilizador. Resultando em que o utilizador consiga visualizar a informação do cliente no seu terminal mesmo antes de atender/chamar.
Esta tecnologia começou a ganhar uma vasta adoção nos mercados da América do Norte e Europa Ocidental.
Existiram diversas normas com um grande impacto na normalização da indústria que antigamente era fechada e reservada aos fabricantes de sistemas telefónicos PBX/ACD. Do lado do software, a interface/modelo mais adotado pelos fabricantes é o CSTA, que é aprovado pela União Internacional de Telecomunicações (UIT). Outros modelos bem conhecidos na indústria são JTAPI, TSAPI e TAPI: JTAPI, é promovida pela Sun (comprada pela Oracle em 2010); JTAPI, originalmente promovida pela AT&T (posteriormente Lucent e agora Avaya) e Novell; O TAPI nasceu de uma iniciativa da Microsoft no mercado e é suportado maioritariamente por aplicações Windows. Todos estes modelos requerem um driver do fabricante da PBX para serem suportados, fazendo com que antigamente a sua adoção fosse lenta.
Dentro dos grandes intervenientes na indústria, A Lucent teve um papel importante e a IBM comprou a ROLM Inc, uma empresa dos Estados Unidos pioneira em ACDs, numa tentativa de criar uma norma nas interfaces de todos os grandes fabricantes de PBXs através do middleware CallPath. A tentativa falhou quando a IBM vendeu a ROLM para a Siemens AG e deixou, gradualmente, de investir na área. Uma start-up pioneira que combinava a digitalização de voz, redes Token ring e TDM (Time Division Multiplexing) foi a ZTEL oriunda de Wilmington, Massachussets. A ZTEL fornecia funcionalidades como o processamento de voz, mudanças de protocolos para tratamentos automatizados dos dados das chamadas, definições telset, chipsets LSI personalizados, etc.. A ZTEL fechou em 1986.
Outros dois intervenientes importantes foram a Digital Equipment Corporation e Tiger Software (agora Mondago). A Digital Equipment Corporation desenvolveu o CT Connect que incluía abstrações middleware dos fabricantes. CT Connect foi vendido à empresa Dialogic, que por sua vez foi comprada pela Intel. Mais recentemente, em 2005, o CT Connect foi vendido à empresa Envox Worldwide. A empresa Tiger Software criou a gama de produtos SmartServer que inicialmente tinha o objetivo de permitir aos desenvolvedores de CRMs adicionar funcionalidades CTI nos seus softwares com o mínimo de esforço. Posteriormente, e depois de mudar o nome para Mondago, a empresa desenvolveu o produto Go Connect server, que visava ajudar os outros fabricantes de produtos CTI a integrar com uma maior gama de sistemas telefónicos.
Em 2008, a maioria dos fabricantes de PBXs encontravam-se em um ou dois modelos entre TAPI, CSTA ou TSAPI. Os defensores do TSAPI eram: Avaya, Telrad. Os defensores do CSTA eram: Siemens(agora Unify), Aastra, DeTeWe, Toshiba, Panasonic. A maioria preferia TAPI. Alguns fabricantes promoviam os seus próprios modelos: Mitel, BroadSoft, Digium. O CT Connect e Go Connect providenciavam assim uma importante camada de comunicação entre diferentes protocolos, permitindo que as PBX e as aplicações pudessem comunicar nos seus protocolos de preferência, mesmo se os protocolos fossem diferentes.
Muitos dos primeiros fabricantes de software CTI foram vendidos no decorrer dos anos. Um exemplo é a Nabnasse, uma empresa oriunda de Acton, Massachusetts que desenvolveu uma aplicação CTI em CORBA para um cliente mas que depois decidiu transforma-la num produto. Fundiu-se com a Quintus, uma empresa de CRMs que foi à falência e foi comprada pela Avaya. Também houve pequenas empresas que conseguiram sobreviver e prosperar. No entanto, muitas empresas dos anos 1980s que apareceram com o "Bell Breakup", não sobreviveram à década.
A nível do hardware, houve uma mudança no paradigma desde 1993, com o aparecimento dos modelos IETF, que levou ao surgimento de novos intervenientes como a Dialogic, Brooktrout (agora parte da Dialogic), Natural MicroSystems (agora também parte da Dialogic) e a Aculab, que ofereciam placas telefónicas para diversas redes e sistemas.